# Estación Vila Sônia
Estación Vila Sônia es una estación de la Línea 4-Amarilla del metro de la ciudad brasileña de São Paulo. Fue entregada el 17 de diciembre de 2021.

## Características
Situada en la Avenida Professor Francisco Morato, sin número (entre la Avenida Jorge João Saad y la Calle Maurílio Vergueiro Porto), cercana al Estádio do Morumbi, la estación está enterrada, con plataformas laterales y central y estructura en concreto aparente. Posee acceso para discapacitados físicos e integración con terminal de ómnibus urbanos. Su capacidad es de 78 260 pasajeros por día.
Con 17 mil m² de área construida y 29 metros de profundidad, la estación cuenta con nueve niveles, además de dos andenes laterales. Tiene con 20 escaleras mecánicas, 12 fijas, cuatro ascensores y una plataforma elevadora. Se instaló una gran cúpula de vidrio para traer luz natural desde el nivel de la calle en la entrada de la terminal a la estación.

## Construcción
En abril del 2010 una grúa de cerca de treinta metros de altura se cayó en las obras de la estación al izar materleas del fondo de uno de los pozos, cayendo sobre la Avenida Professor Francisco Morato, sin causar heridos o interrumpir los trabajos.
La obra requirió la excavación de 82 mil m³ y el uso de 48,5 mil m³ de hormigón con 7 mil toneladas de acero.

## Tabla
| Sigla | Estación   | Inauguración | Capacidad            | Integración                  | Plataformas         | Posición    | Comentarios                                   |
| ----- | ---------- | ------------ | -------------------- | ---------------------------- | ------------------- | ----------- | --------------------------------------------- |
| N/A   | Vila Sônia | 202i         | 78 mil pasajeros/día | Terminal de Ómnibus urbanos. | Laterales y Central | Subterránea | Estación con estructura de concreto aparente. |